# 新喜劇ボンバー!!
『新喜劇ボンバー!!』（しんきげきボンバー）は、吉本興業が主催する吉本新喜劇のイベントのひとつ。並びに同イベントのダイジェスト版を放映する毎日放送テレビ（MBSテレビ）のバラエティ番組。
なかやまきんに君（キャプテン☆ボンバー）が、1年間アメリカへ留学することになったので、2006年9月15日の公演で終了（放送は、2006年10月20日）。山陽放送でもレギュラーの深夜バラエティ番組が休止になった際の穴埋めで不定期ネットしている（最近の放送は2007年4月19日）。

## 概要
吉本興業のタレントのうち、うめだ花月と若手新喜劇（YSPオールスターズ）所属メンバーによって行われるイベント。
「ボンバー!!」というタイトルから察するとおり、主役は「キャプテン☆ボンバー」。
だが、主役のキャプテン☆ボンバーは前作『新喜劇フー!!』の主役、レイザーラモンHGほどはっきりキャラ立ちしていないため、他の出演者も各々の得意ギャグを振るう場面が増え、とにかくHGを中心に押し出して作られていた『新喜劇フー!!』よりは普通の吉本新喜劇に近い作りとなっている。そしてキャプテン☆ボンバーのぐだぐだキャラ故、ラストは毎回良くも悪くもぐだぐだなラストで終わっていくのであった。

### ストーリー
西暦2045年、ロボットが人間と同じように意思を持つようになり、人類はロボット軍との果てしない戦いを続けていた。そんな中、人類側に一人のリーダーが現れ、ロボット軍を壊滅状態に追い込む。対するロボット軍は人類側のリーダーの母親となる運命の女性・花歩を暗殺すべく、時空を越えて西暦2006年に部隊を送り込んだ！人類側もそれを阻止すべく、体の半分がサイボーグである超戦士・キャプテン☆ボンバーを2006年に送り込むのであった…。
見どころはキャプテン☆ボンバーに対抗してロボット軍が毎回繰り出す各国の文化を伝える秘密兵器との文化自慢合戦である。
「キャプテン☆ボンバーはチーズバーガーを食べると力が1.25倍になり、若干強くなった気がするのだ!!」
現代にやって来たボンバーと彼の部下・マイケル須知は花歩を守りながらロボット軍の刺客との戦いを繰り広げ、花歩はその間にマイケルと結ばれ、未来の人類のリーダーとなる娘・麻衣を授かった。しかし、第3回で遂に花歩はロボット軍の手に掛かり、命を落としてしまう…。
第4回からは時代が2021年に移り、15歳に成長した花歩の娘・麻衣、キャプテン、須知がロボット軍の目を逃れるために各地を旅し、いろんな姿に変装して働きながらロボット軍を迎え撃つ。ロボット軍の殺人ロボットは各国の文化にこだわらない、殺人ロボット役の芸人にちなんだものになった。
最終回は時代が2035年になる。この時代に、小籔博士によって「ロボットに意思を持たせるチップ」が開発される。ボンバー、マイケル、麻衣の三人はロボットが意思を持たなければ人間とロボットの戦いはなくなると考え、小籔博士の研究を阻止しようと小籔博士の実家のうどん屋にアルバイトとして住み込む。しかし、小籔博士は偶然チップを開発してしまった。一方、ロボット軍はロボット軍総統と共に麻衣を殺害しようと計画していた。

## 開催期間
- 2006年4月14日から月1回ペースでなんばグランド花月にて公演。2006年9月15日の第6回で終了。

## 主要メンバー

### 未来の人類
- キャプテン☆ボンバー：未来の世界から送り込まれてきた超戦士・キャプテン☆ボンバー。体の右半分がサイボーグ化しているが、体の左半分は生身の人間と変わらず、そこが弱点である。世を忍ぶ仮の姿「ナカヤマ・ショージ」を名乗り、運命の女性・花歩とその娘を守る。
- 須知裕雅（ビッキーズ）：キャプテンの部下・マイケル須知（リトル☆ボンバー）。第2回で花歩と結ばれて娘（＝未来の人類のリーダー）を設け、人類のリーダーの父となる。得意技はカバン☆ボンバー。
- 仙堂花歩：未来の人類のリーダーの母である運命の女性。第2回でロボット軍の目をくらますため整形手術を受けブサイクな姿になってしまうが、須知と結ばれ、娘を生む。しかし第3回でロボット軍の手にかかってしまう…。第4回からは未来の人類のリーダー・麻衣（須知と花歩の娘）として登場。ボンバー、須地と共にロボット軍に立ち向かい、最終回では小籔博士の研究を阻止しようとする。ちなみに「麻衣」とは仙堂花歩の本名。

### 現代の人たち
毎回、いろいろな役で登場する。
- 小籔千豊：最終回ではロボットに意志を持たせるチップを開発する博士の役で出演する
- 川畑泰史
- 高井俊彦（ランディーズ）
- 木部信彦（ビッキーズ）
- 千鳥（大悟、ノブ）
- 佐藤太一郎・山本奈臣実：導入部にカップルとして登場

### ロボット軍
- 中川貴志(ランディーズ)：ロボット軍・中川長官
- 今別府直之：情報解析ロボイマベップ

## ゲスト出演
- ケンドーコバヤシ（第1回）、(第6回)：キャプテン★モスクワ、セールスロボット
- 徳井義実(チュートリアル) (第2回)：キャプテン☆カルカッタ
- ミサイルマン(第2回)
- 浅香あき恵（第2回・第3回）：第2回でロボット軍の目を欺くため、花歩が整形手術を受けた姿。
- 原西孝幸(FUJIWARA)(第3回)：キャプテン☆ナイロビ
- 藤本敏史(FUJIWARA)(第3回)
- 犬井ヒロシ(第4回)
- 有酸素運動マン(第4回)：キャプテン☆有酸素
- たむらけんじ(第5回)：元彼ロボット、キャプテン☆チャ～
- 宇都宮まき(第5回)：誘惑ロボット
- なだぎ武（ザ・プラン9）(第5回)：ディラン（キャプテン☆ボンバーの友人）
- 吉田裕(第5回)
- 千原ジュニア(第6回)ロボット軍総統
- 中條健一（第6回）
- 井上知恵（第6回）
- 清水陽子（第6回）2人とも高井の家族役

## ネタボンバー
- 本編終了後に放送されるネタコーナー。
- 登場するのは「ザ☆元気」（なかやまきんに君とノブによるこの番組のみの特別ユニット）。最終回のみ須知が特別参加。きんに君はこのネタのときボディビルダーの小杉さんという人物のモノマネをしていた。最終回に謎の人物だった小杉星さんノマネ（2002年大阪ボディビルチャンピオン）が、特別に出場し、きんに君とボディビルをした。